# Белорусская улица (Липецк)
Белору́сская у́лица — улица в Правобережном округе Липецка. Проходит в Сокольском между улицами Баумана и Брюллова от Литейной улицы за Космический переулок в сторону кольцевой автодороги.

## История
В составе Сокольского вошла в состав Липецка 15 июня 1960 года. Первоначально называлась Советской улицей, как и соседняя улица Брюллова. 29 июля 1960 года была переименована. Новое имя дано в честь Беларуси.

## Застройка
Улица имеет частную застройку.

## Транспорт
- Автобусы: 12, 24, 33, 39, 39а, 44, 324, 352 остановка: «Орловское шоссе».